# Physalaemus
Physalaemus é um género de anfíbios da família Leptodactylidae. Os membros deste género podem ser encontrados na América Central e América do Sul.
As seguintes espécies são reconhecidas:
- Physalaemus aguirrei Bokermann, 1966
- Physalaemus albifrons (Spix, 1824)
- Physalaemus albonotatus (Steindachner, 1864)
- Physalaemus angrensis Weber, Pedreira Gonzaga & Potsch & Carvalho-e-Silva, 2005
- Physalaemus atlanticus Haddad & Sazima, 2004
- Physalaemus barrioi Bokermann, 1967
- Physalaemus biligonigerus (Cope, 1861)
- Physalaemus bokermanni Cardoso & Haddad, 1985
- Physalaemus caete Pombal & Madureira, 1997
- Physalaemus camacan Pimenta, Cruz & Silvano, 2005
- Physalaemus centralis Bokermann, 1962
- Physalaemus cicada Bokermann, 1966
- Physalaemus crombiei Heyer & Wolf, 1989
- Physalaemus cuqui Lobo, 1993
- Physalaemus cuvieri Fitzinger, 1826
- Physalaemus deimaticus Sazima & Caramaschi, 1988
- Physalaemus ephippifer (Steindachner, 1864)
- Physalaemus erikae Cruz & Pimenta, 2004
- Physalaemus erythros Caramaschi, Feio & Guimarães-Neto, 2003
- Physalaemus evangelistai Bokermann, 1967
- Physalaemus feioi Cassini, Cruz & Caramaschi, 2010
- Physalaemus fernandezae (Müller, 1926)
- Physalaemus fischeri (Boulenger, 1890)
- Physalaemus gracilis (Boulenger, 1883) (caçote)
- Physalaemus henselii (Peters, 1872)
- Physalaemus insperatus Cruz, Cassini & Caramaschi, 2008
- Physalaemus irroratus Cruz, Nascimento & Feio, 2007
- Physalaemus jordanensis Bokermann, 1967
- Physalaemus kroyeri (Reinhardt & Lütken, 1862)
- Physalaemus lateristriga (Steindachner, 1864)
- Physalaemus lisei Braun & Braun, 1977
- Physalaemus maculiventris (Lutz, 1925)
- Physalaemus marmoratus (Reinhardt & Lütken, 1862)
- Physalaemus maximus Feio, Pombal & Caramaschi, 1999
- Physalaemus moreirae (Miranda-Ribeiro, 1937)
- Physalaemus nanus (Boulenger, 1888)
- Physalaemus nattereri (Steindachner, 1863)
- Physalaemus obtectus Bokermann, 1966
- Physalaemus olfersii (Lichtenstein & Martens, 1856)
- Physalaemus orophilus Cassini, Cruz & Caramaschi, 2010
- Physalaemus riograndensis Milstead, 1960
- Physalaemus rupestris Caramaschi, Carcerelli & Feio, 1991
- Physalaemus santafecinus Barrio, 1965
- Physalaemus signifer (Girard, 1853)
- Physalaemus soaresi Izecksohn, 1965
- Physalaemus spiniger (Miranda-Ribeiro, 1926)